# Onitis dispar
Onitis dispar là một loài bọ cánh cứng trong họ Bọ hung (Scarabaeidae).